# Emaischen

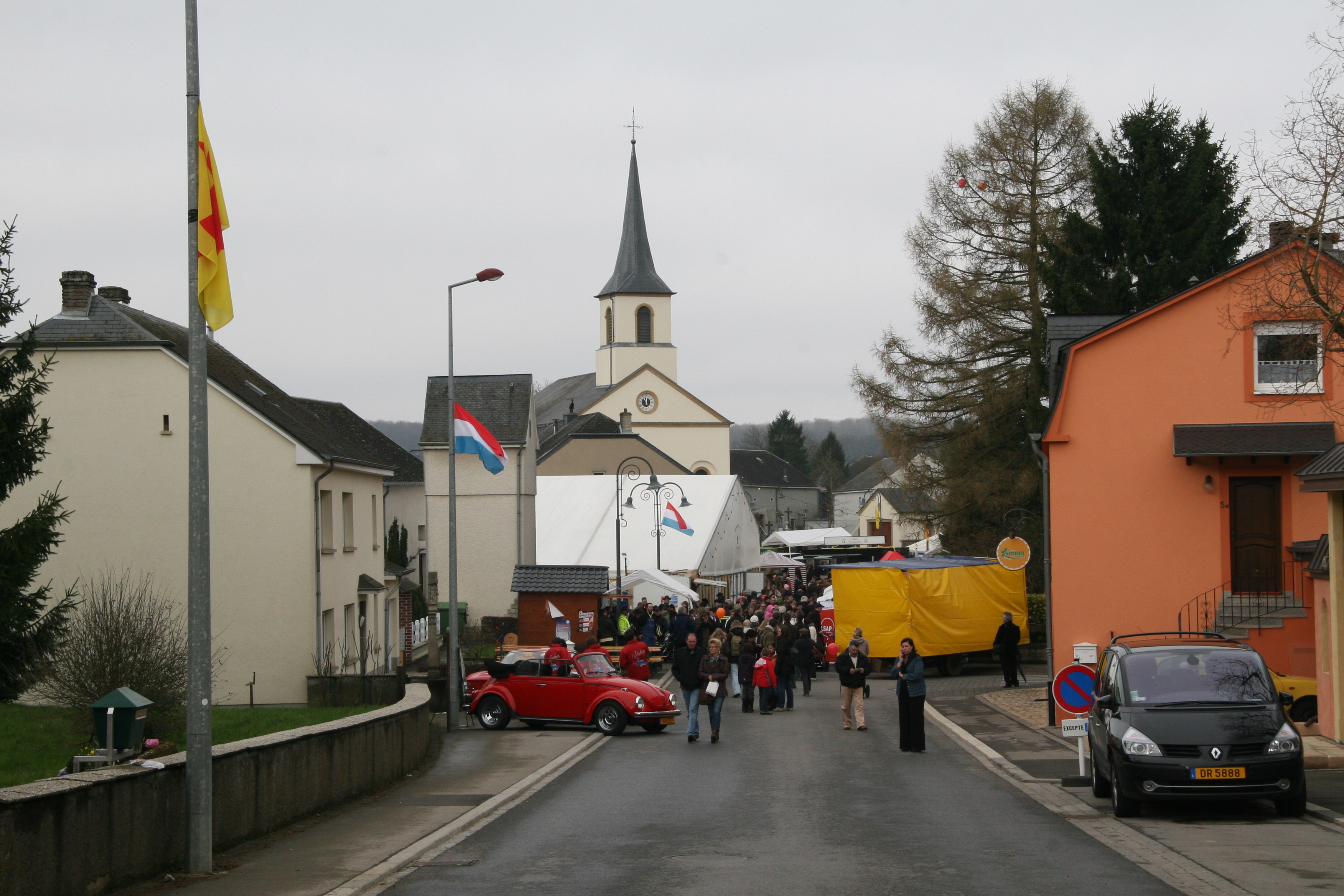
Festival d'Emaischen a Nospelt.

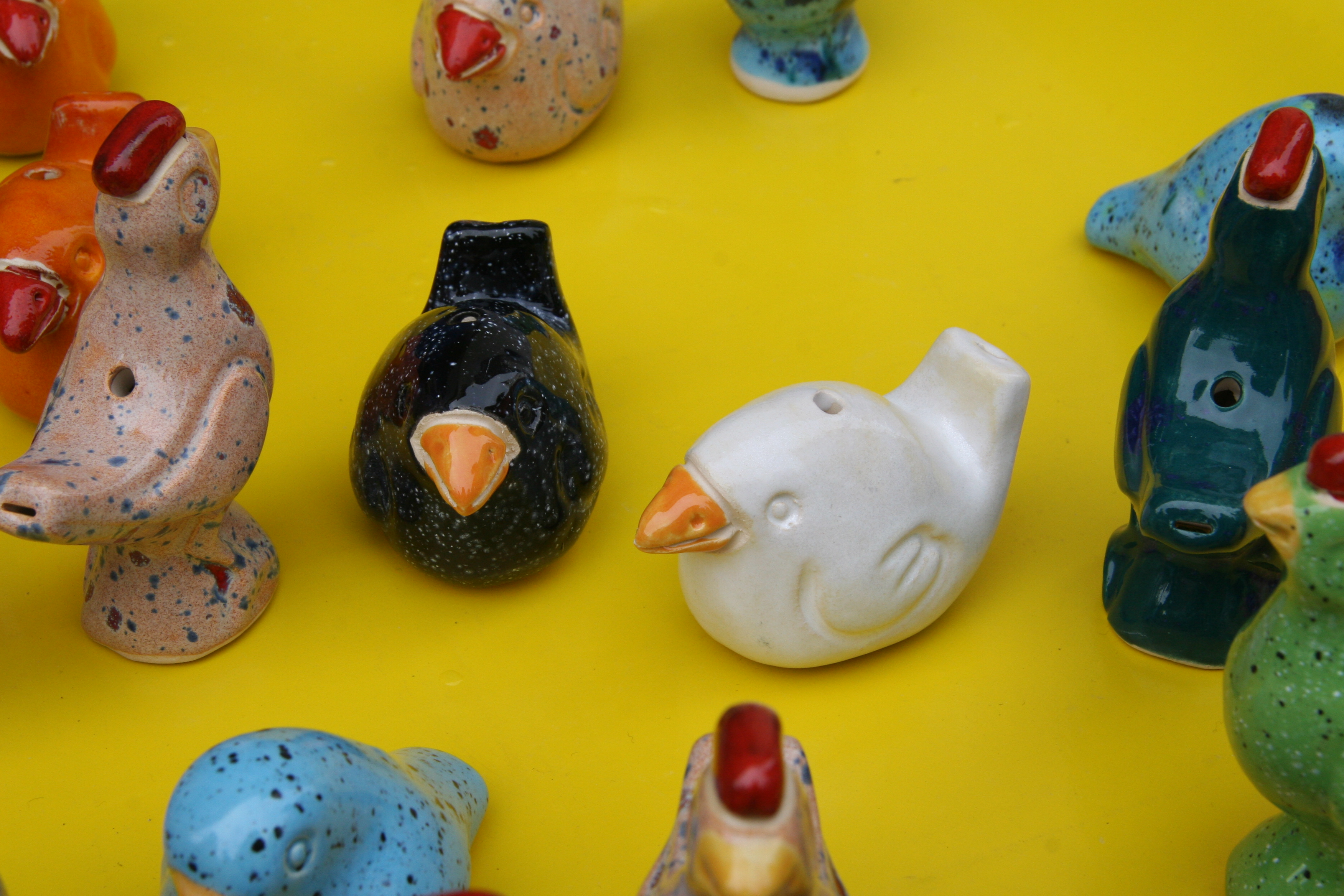
Xiulets de terrissa, peckvillercher.

Emaischen és un festival que se celebra tots els dilluns de Pasqua en la vila de Nospelt al sud de Luxemburg, així com al mercat de peix de la Ciutat de Luxemburg.
Els xiulets de terrissa amb forma de petits ocells coneguts com a peckvillercher són una característica especial de la festa. Tradicionalment eren intercanviats entre parelles d'enamorats, però avui dia són molt populars entre tota classe de públic que participa en les celebracions.

## Orígens
Els orígens del festival no estan massa definits, però pot haver-hi una connexió amb la referència bíblica a un terrissaire al Llibre de Jeremies, capítol 18.
El festival actual de Nospelt es remunta a 1957, quan els terrissaires, van començar a fer els xiulets, amb un nou disseny cada any. Les celebracions al barri vell de la ciutat de Luxemburg van ser restablertes el 1937 per Jean Peters, un artista ceramista, qui va començar a fer els xiulets en l'argila vermella de Nospelt.